# 渡辺祐真
渡辺 祐真（わたなべ すけざね、1992年〈平成4年〉3月3日 - ）は、日本の作家、書評家、ゲーム作家。「スケザネ」名義でも活動している。本名：渡辺 祐真（わたなべ ゆうま）。

## 経歴
東京都出身。立教小学校、立教新座中学校・高等学校、上智大学文学部国文学科卒業。
スクウェア・エニックスでシナリオライターとして勤務する傍ら、2020年12月にYouTubeチャンネル「スケザネ図書館」を開設し、書評系YouTuberとして活動を開始。同出身者として初めて、新聞や雑誌などのマスメディアにも進出して書評家、文筆家としても活動。テレビやラジオなどの各種メディア出演、トークイベント、書店でのブックフェア、中学校や高等学校、大学学園祭、企業での講演会なども手掛ける。毎日新聞文芸時評を2022年4月から担当。2023年7月末にスクウェア・エニックスを退社し、専業の書評家となった。共同通信社見聞録を2024年から担当している。2024年から情報経営イノベーション専門職大学非常勤講師。

## 人物
高校生まではゲームとテニスに明け暮れ一切読書をしなかったが、友人や恋人の影響で本を読むようになる。初めて手にした本は岩波文庫の森鴎外『舞姫』。浪人時代に指導を受けた駿台予備学校の大島保彦に大きな影響を受けた。

## 著作リスト

### 単著
- 『物語のカギ 「読む」が10倍楽しくなる38のヒント』（笠間書院、2022年7月）ISBN 978-4305709653

### 編著
- 『みんなで読む源氏物語』（早川書房、2023年12月）ISBN 978-4153400184
- 『あとがきはまだ　俵万智選歌集』（短歌研究社、2024年3月）ISBN 978-4862727671

### 共著
- 川本直、樫原辰郎、武田将明 編『吉田健一に就て』（国書刊行会、2023年10月）ISBN 978-4336075376
- 川村湊、島田龍 編『左川ちか: モダニズム詩の明星』（河出書房新社、2023年10月）ISBN 978-4309031439
- 大学生と「週刊読書人」編集部 編『書評キャンパスat読書人 2022』（読書人、2024年2月）ISBN 978-4924671645
- 小池陽慈 編『つながる読書』（筑摩書房、2024年3月）ISBN 978-4480684769
- 河出書房新社 編『友だち関係で悩んだときに役立つ本を紹介します。』（河出書房新社、2024年4月）ISBN  978-4309617633
- 「次世代の教科書」編集部 編『妄想講義』（金風舎、2024年9月）ISBN 978-4910491189
- 共著：宮田愛萌『晴れ姿の言葉たち』（文藝春秋、2025年6月25日）ISBN 978-4163919928

### 編著雑誌
- 『アンソロジスト』（田畑書店、2022年 - ）
- 『ミモザ vol.1』（宮田愛萌との同人誌、2024年）

### 雑誌等掲載

#### 掲載
- 「俵万智の全歌集を「徹底的に読む」」 - 『短歌研究』（短歌研究社）2021年6月号
- 「「推し」て、知るべし――三溪・原富太郎に学ぶ「推し」の美学」 - 『月刊経団連』（日本経済団体連合会）2021年10月号
- 「岡野大嗣インタビュー（聞き手 渡辺祐真/スケザネ）「ブームは去るもの。そして何かを残すもの」+「スケザネによる岡野大嗣20首選」 - 『短歌研究』（短歌研究社）2022年8月号
- 「本を読む 鷲巣力『書く力』」 - 『青春と読書』（集英社）2022年11月号
- 「問題:我々は時代の勝者と敗者をどのように決められるか?――小川哲『君のクイズ』論」 - 『小説トリッパー』（朝日新聞出版、2022年12月）2022年冬号
- 「本を読む 藤田直哉『ゲームが教える世界の論点』」 - 『青春と読書』（集英社）2023年2月号
- 「寄せ続ける記憶の波に抗して〜佐藤厚志『荒地の家族』書評〜」 - 『すばる』2023年3月号
- 「SNSのある時代 〈ニューヨーク〉」 - 『小説新潮』2023年3月号
- 「健康的に惑い考え続けるために～小川公代『ケアする惑星』書評～」 - 『群像』2023年4月号
- 「アイドルも紅葉もサラダ記念日も、寺山修司も虚構である!――中森明夫『TRY 48』を読む」 - 『新潮』2023年4月号
- 「生きるために流される」 - 遠野遥『浮遊』」 - 『文學界』2023年5月号
- 「家族を家族たらしめているもの」 - 『STORY BOX』（小学館）2023年6月号
- 「文芸季評：子供のまなざしから地球を考える 　『惑う星』」 - 『學鐙』（丸善雄松堂）2023年夏号
- 「森見登美彦の10冊／森見ワンダーランドにいざ迷え！」 - 『本の雑誌』（本の雑誌社）2023年8月
- 「吉田修一『永遠と横道世之介』上・下」書評 - 『すばる』2023年9月号
- 「文芸季評：神々と共に笑い合うために　町田康『口訳　古事記』」 - 『學鐙』（丸善雄松堂）2023年秋号
- 「内なる他者を黙らせる〜高橋弘希『叩く』書評〜」 - 『新潮』2023年10月号
- 「読み読まれ、書き書かれる主体−大江健三郎に入門するために」 - 『世界』（岩波書店）2023年11月号
- 「文芸季評：理想の仕事と読書と出会うために　ファン・ボルム『ようこそ、ヒュナム洞書店へ』」 - 『學鐙』（丸善雄松堂）2023年冬号
- 「本棚が見たい！ 12月の本棚 渡辺祐真」 - 『本の雑誌』（本の雑誌社）2023年12月
- 「再び、そして新たに〈俵万智〉と出会うために」〜俵万智『アボカドの種』を読む〜」 - 『短歌』（角川文化振興財団）2023年12月号

#### 連載
- 「文芸時評：私のおすすめ」 - 「毎日新聞」（毎日新聞社、2022年 - ）
- 「詩歌の楽園 地獄の詩歌」 - 『スピン / spin』（河出書房新社、2022年 - ）
- 「「現代短歌2.0」を探して」 - 『短歌研究』（短歌研究社、2023年 - ）
- 「見聞録」 - 「共同通信社」（共同通信社系列各紙、2024年 - ）
- 「書評家スケザネが選ぶ今月の名品」 - （U-NEXT、2024年 - ）
- 「カルチャー放談」 - 『小説TRIPPER （小説トリッパー）』（朝日新聞出版、2024年 - ）
- 「世界文学の大冒険」 - 『文學界』（文藝春秋、2024年 - ）

### その他
- はあちゅう『特別な人生を、私にだけ下さい。』（幻冬舎文庫、2022年）巻末「解説」

## 出演

### ラジオ

#### レギュラー
- 「こねくと」（2023年4月〜、 TBSラジオ）-第2月曜日レギュラー
- 「宮田愛萌と渡辺祐真のぶくぶくラジオ」（2023年9月〜、TBSポッドキャスト） - パーソナリティ
- 「これって教養ですか？」（2024年4月〜、shueisha vox）- MC

#### 過去
- 「檸檬色の五重奏 作品33」（2021年8月31日、FMえどがわ）
- 「伊藤賀一のPM11」（2021年11月12日、調布FM）
- 「渋谷で読書会」（2022年2月25日、渋谷のラジオ）
- 「季節は彩りの中で」（2022年3月25日、FMえどがわ）
- 「ざきんこゆきんこ月曜日」（2022年5月30日、狛江ラジオ放送）
- 「赤江珠緒 たまむすび：おもしろい大人」（2022年10月13日、TBSラジオ）
- 「TOKYO SPEAKEASY」（2023年2月21日、TOKYO FM）
- 「文化系トークラジオ Life」（2023年6月25日、TBSラジオ）
- 「Street Fiction by SATOSHI OGAWA」（2023年7月30日・8月6日、TOKYO FM）
- 「文化系トークラジオ Life」（2023年12月25日、TBSラジオ）
- 「文化系トークラジオ Life」（2024年3月3日、TBSラジオ）
- 「文化系トークラジオ Life」（2024年11月3日、TBSラジオ）-MC
- 「文化系トークラジオ Life」（2024年12月29日、TBSラジオ）
- 「文化系トークラジオ Life」（2025年2月23日、TBSラジオ）-MC
- 「スケザネの古典は笑って読め！」（2025年4月27日、NHKラジオ）-MC

### テレビ
- 「ETV特集：芥川賞を読む。〜“正しさの時代”の向こうへ〜」（2022年9月24日、ETV）
- 「NHK短歌スペシャル　短歌で「光る君へ」を10倍楽しもう！」（2024年6月30日、ETV）
- 「NHK短歌スペシャル　短歌で「光る君へ」を10倍楽しもう！2」（2024年9月29日、ETV）
- 「NHK短歌 拡大版スペシャル『光る君へ』総集編も短歌で10倍楽しもう！」（2024年12月28日、ETV）